# Sergej Ognjov
Sergej Ivanovitsj Ognjov (Russisch: Сергей Иванович Огнёв) (Moskou, 17 november 1886 - aldaar, 20 december 1951) was een Russisch wetenschapper, zoöloog en natuurhistoricus die bekend werd om zijn werk in de zoölogie. In 1910 studeerde hij af aan de Staatsuniversiteit van Moskou en in datzelfde jaar publiceerde hij zijn eerste monograaf. In 1928 werd hij docent aan de Pedagogische Staatsuniversiteit van Moskou. Ognjov publiceerde een groot aantal tekstboeken op het gebied van zoölogie en economie. Zijn meesterwerk, Mammals of Russia and adjacent territories, is nooit afgemaakt. 
- Gemeinsame Normdatei: 1055314709
- International Standard Name Identifier: 0000 0001 1576 5485
- Library of Congress Control Number: n87134432
- Nationale Bibliotheek van Letland: 000207022
- Nationale Bibliotheek van Tsjechië: nlk20010096001
- Nationale Bibliotheek van Israël: 987007266158805171
- Nederlandse Thesaurus van Auteursnamen: 288946189
- Système universitaire de documentation: 126666628
- Virtual International Authority File: 84824072
- WorldCat: E39PBJB8qBjXwqKprYB7fCYF8C